# Jim Creighton
Jim Creighton (Billings, 18 aprile 1950) è un ex cestista statunitense, professionista nella NBA.

## Carriera
Venne selezionato dai Seattle SuperSonics al terzo giro del Draft NBA 1972 (40ª scelta assoluta).